# Triarius melanolomatus
Triarius melanolomatus är en skalbaggsart som först beskrevs av Blake 1942.  Triarius melanolomatus ingår i släktet Triarius och familjen bladbaggar. Inga underarter finns listade i Catalogue of Life.